# Fabian Delph
Fabian Delph (nascut el 21 de novembre de 1989) és un futbolista professional anglès que juga de centrecampista per l'Everton FC i ha representat el seu país a nivell sub-21.

## Palmarès
Manchester City
- 2 Lliga anglesa: 2017-18, 2018-19.
- 1 Copa anglesa: 2018-19.
- 3 Copa de la lliga anglesa: 2015-16, 2017-18, 2018-19.
- 1 Community Shield: 2018.